# Hermano (filme)
Hermano (no Brasil, Hermano - Uma Fábula Sobre Futebol) é um filme de drama venezuelano de 2010 produzido por Enrique Aular, com roteiro de Rohan Jones e Marcel Rasquin, dirigido por Marcel Rasquin. Sua estreia ocorreu em 19 de junho de 2010, no Festival Internacional de Cinema de Moscou. Sua estreia nos cinemas de Caracas ocorreu em 2 de julho de 2010.

## Enredo
Em meio à violência e pobreza de um perigoso bairro de Caracas, dois irmãos, Daniel e Julio, lutam para serem vencedores através de seu esporte favorito, o futebol. Daniel (Fernando Moreno), é um atacante excepcional, uma fenômeno com a bola. Julio (Eliú Armas), o mais velho, é o capitão de sua equipe, um líder nato. Daniel deseja com todas suas forças jogar a nível profissional enquanto Julio não tem muito tempo para sonhar, ele sustenta sua família com dinheiro sujo. A oportunidade de suas vidas chega quando um olheiro convida a eles para testes no famoso time da cidade, o Caracas Futebol Clube. Mas uma tragédia muda a história, a mãe dos irmãos é atingida por uma bala perdida. É quando ambos devem decidir definitivamente o que é mais importante: a união da família, a vingança ou alcançar o sonho de suas vidas.

## Elenco
- Eliú Armas ... Julio
- Fernando Moreno ... Daniel
- Beto Benites ... Morocho
- Gonzalo Cubero ... Roberto
- Marcela Girón ... Graciela
- Jackson Gutiérrez ... Malandro
- Gabriel Rojas ... Eliecer
- Alí Rondón ... Max